# Bedtime Story
Bedtime Story – trzeci singel promujący album Madonny pt. Bedtime Stories. Utwór został napisany przez Nellee Hoopera, Björk i Mariusa de Vriesa, a wyprodukowany przez Madonnę i Nellee Hoopera. W Stanach Zjednoczonych singiel stał się pierwszą piosenką Madonny od 11 lat, która ominęła pierwszą czterdziestkę najlepszych singli.

## Wydanie
Singel został wydany 13 lutego w Wielkiej Brytanii i dopiero 11 kwietnia 1995 roku w Stanach Zjednoczonych. W lutym (wydany w grudniu) singel Take a Bow dotarł na szczyt zestawienia Billboard Hot 100 i pozostał tam przez następne siedem tygodni.
Oprócz wydania na szóstym albumie studyjnym Bedtime Stories w 1994 roku, piosenka znalazła się na drugiej kompilacji przebojów GHV2 (Greatest Hits Volume 2), wydanej pod koniec 2001 roku.

## Teledysk
Do utworu został zrealizowany teledysk którego reżyserią zajął się Mark Romanek. Powstawał on w dniach 5-10 grudnia 1994 w Universal Studios w Universal City (Kalifornia). Jego premiera odbyła się w specjalnie przygotowanym na tę okazję programie MTV Madonna's Pyjama Party. Wideoklip, nakręcony z ogromnym rozmachem jest jedynym takim, w którym można zaobserwować taką mnogość wizerunków piosenkarki. Nakręcenie wypełnionego efektami specjalnymi, oryginalnego wideoklipu kosztowało blisko 5 mln $. Nikt do tej pory nie przeznaczył na nakręcenie teledysku aż tylu pieniędzy. Niestety ogromny wkład jaki włożono w jego produkcję nie został doceniony przez krytykę. Teledysk nie dostał ani jednej nominacji do nagród MTV Video Music Awards.
Oprócz wielu nawiązań do surrealizmu, w teledysku pojawia się również odwołanie do fenomenu świadomego snu, tj. takiego, w którym śniący jest świadomy, że śni (ang. lucid dream). Słowo "lucid" pojawia się na ekranie zaraz po komunikacie "welcome". Badania naukowe nad świadomym snem z udziałem ochotników rozpoczęły się w latach 70. XX wieku i polegały głównie na obserwacji śniących oraz próbach komunikacji, gdy wciąż pozostawali w fazie snu.
Inspiracją dla Madonny była sztuka obrazu. Doceniła wyrażane piękno takich artystów jak Leonora Carrington czy Remediosa Varo.

## Listy sprzedaży
| Kraj              | Najwyższa pozycja | Sprzedaż |
| ----------------- | ----------------- | -------- |
| Australia         | 5 (3 tygodnie)    | 35 000   |
| Europa            | 21                | -        |
| Francja           | 82                | 10 000   |
| Japonia           | 14                | -        |
| Kanada            | 17                | 10 000   |
| Stany Zjednoczone | 42                | 114 000  |
| Wielka Brytania   | 4                 | 110 000  |
| Włochy            | 8                 | -        |

## Występy na żywo
Po raz pierwszy Madonna wykonała Bedtime Story na rozdaniu brytyjskich nagród Brit Awards, 20 lutego 1995 roku, czyli kilka dni po wydaniu.
Gwiazda ubrana była w srebrną długą suknie, a jej włosy zostały specjalnie przedłużone, tak aby wyglądały jak anielskie. Podczas występu piosenkarka stała w jednym miejscu, a z każdej strony wiał wiatr. Obok niej oryginalną choreografię wykonywało dwóch tancerzy.
Występ na Brit Awards był jak na razie ostatnim wykonaniem piosenki. Dopiero podczas trasy Re-Invention w 2004 roku, Królowa Popu zdecydowała się umieścić piosenkę w setliście, ale tylko jako wideo interlude (nagranie, oddzielające jedną część show od drugiej). W tym celu wykorzystano remiks Orbital Mix, umieszczony na singlu CD.